# Warbelow's Air Ventures
Warbelow's Air Ventures — американська авіакомпанія місцевого значення зі штаб-квартирою в місті Фербенкс (Аляска, США), що виконує регулярні пасажирські та чартерні перевезення між невеликими аеропортами штату Аляска. Компанія також забезпечує роботу бригад швидкої медичної допомоги (санітарна авіація) і надає послуги з підготовки пілотів на літаки Cessna.
Портом приписки авіакомпанії і її головним транзитним вузлом є Міжнародний аеропорт Фербенкс.

## Флот
Станом на лютий 2010 року повітряний флот авіакомпанії Warbelow's Air Ventures складали наступні літаки:
- Beechcraft 1900;
- 9 × Piper PA-31 Navajo;
- Piper PA-31T2 Cheyenne II XL Aircraft — для роботи санітарної авіації;
- Piper PA-18 «Super Cub» — екскурсійні маршрути та чартерні рейси для перевезення мисливців;
- Cessna 172 — екскурсійні тури;
- Cessna 206.

## Маршрутна мережа
Авіакомпанія Warbelow's Air Ventures виконує пасажирські та вантажні перевезення тільки в межах штату Аляска. Регулярні рейси з Фербенкса в аеропорти населених пунктів Сентрал, Серкл, Менлі-Хот-Спрінгс, Мінто і Рампарт субсидуються за рахунок коштів Федеральної програми США Essential Air Service (EAS) щодо забезпечення повітряного сполучення між невеликими населеними пунктами країни.
- Аллакакет (AET) — Аеропорт Аллакакет
- Анкчувек-Пас (AKP) — Аеропорт Анкчувек-Пас
- Бівер (WBQ) — Аеропорт Бівер
- Беттлс (BTT) — Аеропорт Беттлс
- Сентрал (CEM) — Аеропорт Сентрал
- Чалкітсік (CIK) — Аеропорт Чалкітсік
- Серкл (IRC) — Аеропорт Серкл-Сіті
- Серкл-Хот-Спрінгс (CHP) — Аеропорт Серкл-Хот-Спрінгс
- Фербенкс — Міжнародний аеропорт Фербенкс — хаб
- Форт Юкон (FYU) — Аеропорт Форт-Юкон
- Галена (GAL) — Аеропорт імені Едварда Р. Напої молодшого
- Г'юз (HUS) — Аеропорт Г'юс
- Хуслія (HSL) — Аеропорт Хуслія
- Калтаг (KAL) — Аеропорт Калтаг
- Менлі-Хот-Спрінгс (MLY) — Аеропорт Менлі-Хот-Спрінгс
- Мінто (MNT) — Аеропорт Мінто
- Нулато (NUL) — Аеропорт Нулато
- Рампарт (RMP) — Аеропорт Рампарт
- Рубі (RBY) — Аеропорт Рубі
- Стівенс-Вілладж (SVS) — Аеропорт Стівенс-Вілладж
- Танана (TAL) — Аеропорт імені Ральфа М. Келхуна
- Венеті (VEE) — Аеропорт Венеті